# Малаївці
Малаї́вці (Малаєшти Другі, до 01.02.1945 Малаєшти, рум. Mălăiești) — село Окнянської селищної громади Подільського району Одеської області України. Населення становить 851 осіб.

## Історія
12 червня 2020 року, відповідно до Розпорядження Кабінету Міністрів України від № 724-р «Про визначення адміністративних центрів та затвердження територій територіальних громад Одеської області», увійшло до складу Окнянської селищної громади.
19 липня 2020 року, в результаті адміністративно-територіальної реформи і ліквідації Окнянського району, село увійшло до складу новоутвореного Подільського району.

## Населення
Згідно з переписом УРСР 1989 року чисельність наявного населення села становила 755 осіб, з яких 333 чоловіки та 422 жінки.
За переписом населення України 2001 року в селі мешкало 848 осіб.

### Мова
Розподіл населення за рідною мовою за даними перепису 2001 року:
| Мова       | Відсоток |
| ---------- | -------- |
| українська | 91,77 %  |
| румунська  | 7,05 %   |
| російська  | 1,18 %   |

## Відомі люди
- Криштопов Петро Миколайович (1978—2023) — старший солдат збройних сил України, учасник російсько-української війни.
- Микола Роженко (1956 р.н.) — відомий зоолог, дослідник фауни Нижнього Дністра.